# Bernard van Poitiers
Bernard van Poitiers (overleden in 844/845) was korte tijd markgraaf van de Bretonse Mark. Hij behoorde tot het huis der Wilhelmiden.

## Levensloop
Het is niet met zekerheid vast te stellen wie zijn ouders waren. Wel is bekend dat hij een broer Emenon had, die graaf van Poitiers was. 
De broers hoorden tot de belangrijkste bondgenoten van koning Pepijn I van Aquitanië. Toen Emenon na de dood van Pepijn I in 838 diens zoon Pepijn II tot koning proclameerde, keerde hij zich hierdoor tegen keizer Lodewijk de Vrome. Lodewijk viel Poitiers binnen, verdreef Emenon en Bernard en installeerde nieuwe heersers. Terwijl Emenon naar hun andere broer Turpion van Angoulême vluchtte, trok Bernard naar graaf Reinoud van Herbauges. 
In 844 werd hij door de West-Francische koning Karel de Kale benoemd tot markgraaf van de Bretonse Mark, waarbij de koning Lambert II van Nantes passeerde, die Nantes en de Bretonse Mark opeiste als zijn vaderlijke erfenis. Niet veel later kwam Bernard in conflict met Lambert, waarbij de omstandigheden niet erg duidelijk zijn. Volgens een bron sneuvelde hij in de strijd als bondgenoot van Reinoud van Herbauges, maar volgens kroniekschrijver Adhémar van Chabannes werd hij een jaar na Reinouds dood verslagen en gedood door Lambert II van Nantes. Ook over zijn sterfjaar bestaat twijfel: de ene bron zegt 844, de Kroniek van Saint-Maxence noemt concreet 845 zijn sterfjaar.
Bernard was gehuwd met Bilichilde, dochter van Rorico, graaf van Maine. Uit hun huwelijk werden zeker twee zonen geboren:
- Bernard van Gothië (overleden na 878), graaf van Barcelona en Poitiers
- Emenon